# Club Universidad de Chile
Club Universidad de Chile är en chilensk fotbollsklubb från Santiago de Chile. Klubben bildades 24 maj 1927 under namnet "Club Deportivo Universitario". Traditionella motståndare är Colo-Colo och Universidad Católica. Hemmaarenan heter Estadio Nacional de Chile och klubben hyr stadion från Ñuñoas kommun, strax utanför Santiagos innerstad. Klubbens smeknamn är "La U" ("U:et" på svenska). Klubben hade per 2012 vunnit mästerskapet 18 gånger, den senaste gången Torneo Clausura 2017.

## Historia
Fram till år 1980 tillhörde klubben universitetet Universidad de Chile. Trots att klubben inte längre har samma ägare är banden mellan klubben och universitetet ännu starka. Fram till 1980 hette klubben "Club Deportivo Universitario".
Idag heter klubben "Club Deportivo Universidad de Chile" eller "Corporación de Fútbol Profesional de la Universidad de Chile".
Laget har totalt vunnit högsta divisionen 17 gånger och därmed ligger man på andra plats vad gäller vunna titlar (Colo-Colo ligger först).

## Titlar
- Copa Sudamericana, segrare (1): 2011
- Primera División, segrare (18): 1940, 1959, 1962, 1964, 1965, 1967, 1969, 1994, 1995, 1999, 2000, 2004, 2009-A, 2011-A, 2011-C, 2012-A, 2014-A, 2017-C
- Torneo Metropolitano: segrare (2) 1968, 1969
- Copa Chile: segrare (6) 1979, 1998, 2000, 2013, 2015, 2024
- Primera B: segrare (1) 1989
- Supercopa de Chile, segrare (1): 2015
- Copa Francisco Candelori: segrare (1) 1969

## Spelare

### Spelartrupp
| Nr | Land    | Pos | Namn                |
| -- | ------- | --- | ------------------- |
| 1  | Chile   | MV  | Pedro Garrido       |
| 2  | Chile   | F   | Daniel Navarrete    |
| 3  | Chile   | F   | Ignacio Tapia       |
| 4  | Chile   | F   | José Castro         |
| 5  | Bolivia | F   | José María Carrasco |
| 6  | Chile   | F   | Yonathan Andía      |
| 7  | Chile   | MF  | Mauricio Morales    |
| 8  | Chile   | MF  | Pablo Aránguiz      |
| 9  | Chile   | A   | Junior Fernandes    |
| 10 | Chile   | A   | Jeisson Vargas      |
| 11 | Uruguay | A   | Cristian Palacios   |
| 12 | Ecuador | MV  | Hernán Galíndez     |
| 13 | Chile   | MF  | Camilo Moya         |
| 14 | Chile   | MF  | Felipe Seymour      |
| 15 | Chile   | MF  | Felipe Gallegos     |

| Nr | Land      | Pos | Namn             |
| -- | --------- | --- | ---------------- |
| 16 | Chile     | A   | Simón Contreras  |
| 17 | Chile     | F   | Luis Casanova    |
| 18 | Chile     | A   | Franco Lobos     |
| 19 | Chile     | A   | Ronnie Fernández |
| 20 | Chile     | A   | Lucas Assadi     |
| 21 | Chile     | F   | Bastián Tapia    |
| 22 | Chile     | A   | Cristóbal Muñoz  |
| 23 | Chile     | F   | Marcelo Morales  |
| 24 | Chile     | MF  | Darío Osorio     |
| 25 | Chile     | MV  | Cristóbal Campos |
| 26 | Uruguay   | MF  | Álvaro Brun      |
| 27 | Argentina | A   | Nahuel Luján     |
| 28 | Chile     | MF  | Israel Poblete   |
| 29 | Chile     | MF  | Bastián Orellana |